# Бычковская, Зинаида Михайловна
Зинаида Михайловна Бычковская (бел. Зінаіда Міхайлаўна Бычкоўская; 15 января 1941, Калачи, Логойский район) — Герой Социалистического Труда (1973).

## Биография
С 1959 года — прядильщица Минского камвольного комбината. Звание Героя Социалистического Труда присвоено за успехи в выполнении трудовых планов, увеличении производства товаров народного потребления и улучшении их качества.
С 27 декабря 1976 года по 28 февраля 1977 года исполняла обязанности главы Президиума Верховного Совета Белорусской ССР.

## Награды и звания
- Герой Социалистического Труда
- Орден Ленина
- Орден «Знак Почёта»